# Heiligenhafen
Heiligenhafen est une ville allemande située dans l'arrondissement du Holstein-de-l'Est (Landkreis Ostholstein), dans le Land de Schleswig-Holstein. Elle compte environ 9 200 habitants.

## Géographie
La ville se trouve sur la côte nord de la presqu'île de Wagrie, au bord de la mer Baltique. Elle fait face à l'île de Fehmarn.

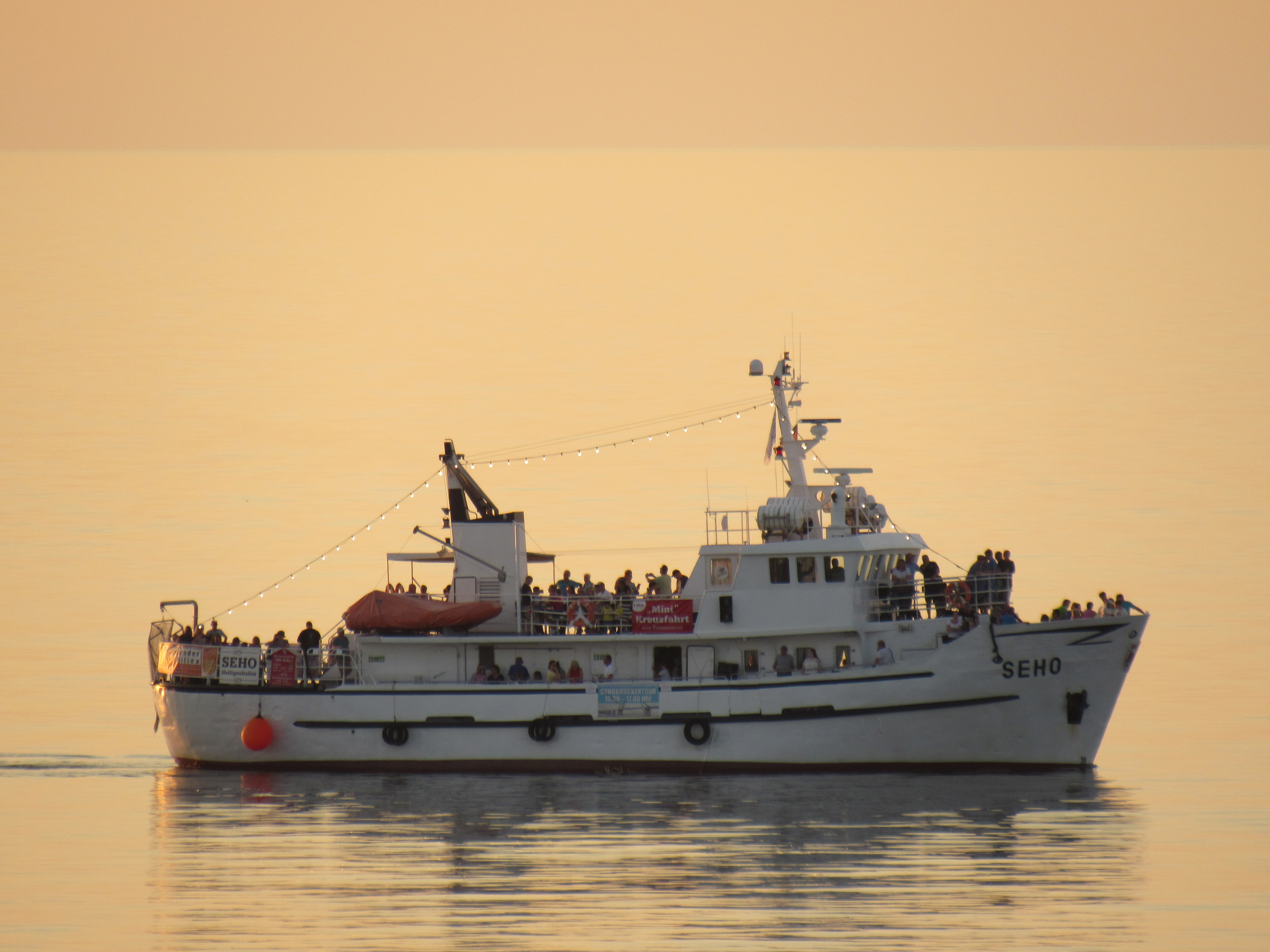
Bateau à Heiligenhafen.

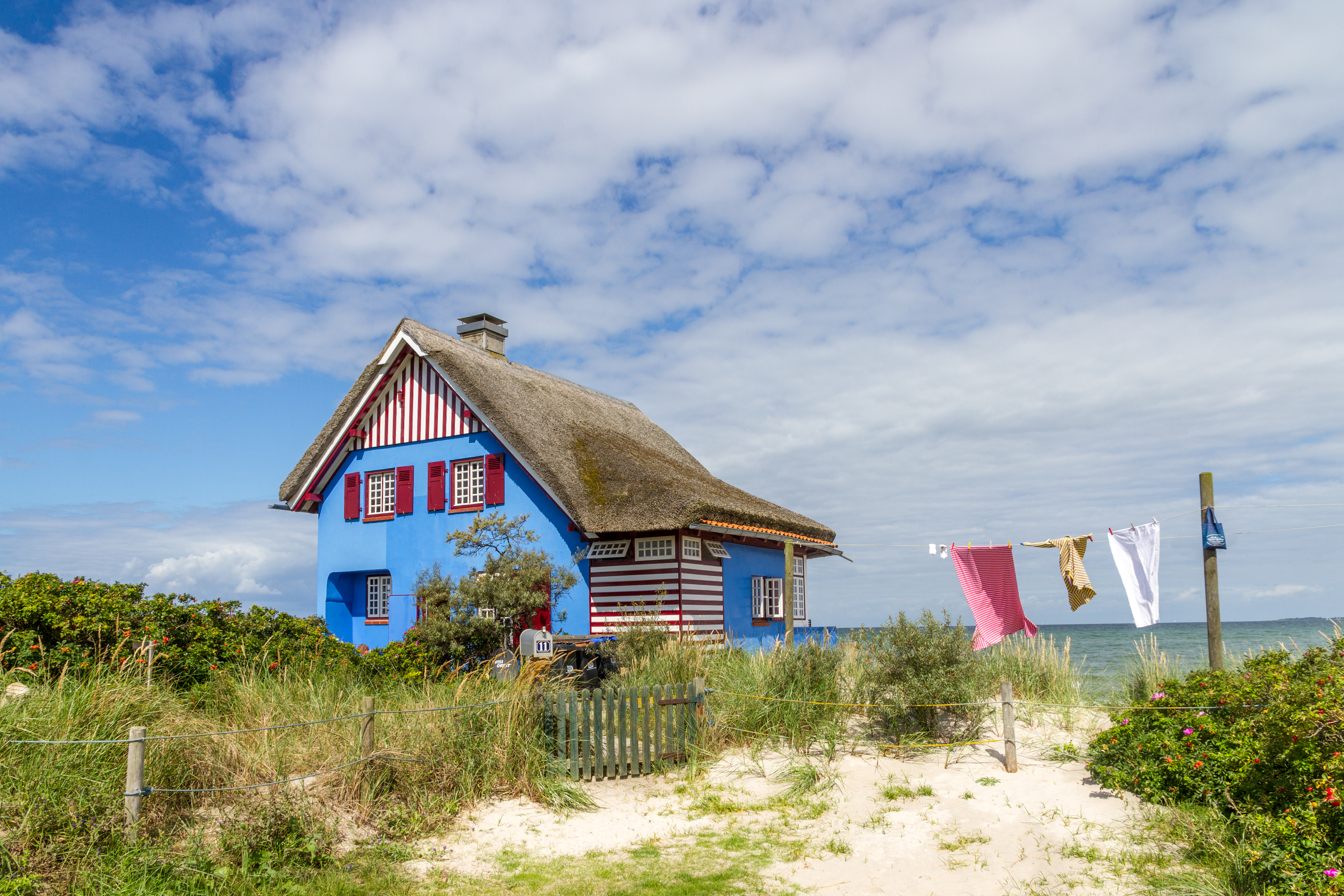
Maison à Graswarder, un sanctuaire d'oiseaux, sur la côte de Heiligenhafen. Août 2017.

## Personnalités liées à la ville
- Eugen Petersen (1836-1919), archéologue né à Heiligenhafen.
- Wilhelm Jensen (1837-1911), écrivain né à Heiligenhafen.